# Awi
Pour les articles homonymes, voir Awi.
Awi est un village du Cameroun situé dans le département de la Momo et la Région du Nord-Ouest. Il fait partie de la commune de Widikum-Boffe.

## Population
Lors du recensement de 2005 on y dénombrait 670 habitants.
C'est l'une des quelques localités où l'on parle l'ambele, une langue des Grassfields.